# جرائم قتل شاني وغودمان وشويرنر
جرائم قتل شاني وغودمان وشويرنر (بالإنجليزية: Murders of Chaney, Goodman, and Scgwerner)، تعرف أيضا باسم جريمة  قتل مشروع صيف الحرية، أو جرائم قتل العاملين في مجال الحقوق المدنية في مسيسيبي أو جرائم القتل الحارقة، تتضمن على خطف وقتل ثلاثة ناشطين في مقاطعة نيشوبا، مسيسيبي في يونيو 1964 أثناء فترة قيام حركة الحقوق المدنية. الضحايا هم جيمس شاني من مدينة ميريديان، مسيسيبي، وآندرو غودمان ومايكل شويرنر من مدينة نيو يورك. كان الثلاثة مرتبطين بمجلس المنظمات الموحدة (كوفو) فضلًا عن منظمة الأعضاء التابعة له، مجلس المساواة العرقية (كور). بدأوا بالعمل مع مشروع صيف الحرية من خلال محاولة تهدف إلى تسجيل الأمريكيين الأفارقة للتصويت في مسيسيبي. كانت محاولة التسجيل هذه جزءاً من الطعن على مدى سبعين عامًا في القوانين والممارسات الداعمة لسياسة منهجية، وضعتها عدة ولايات عام 1890، لحرمان الناخبين السود المحتملين من التصويت.
سافر الرجال الثلاثة من ميريديان إلى مجتمع لونغديل للتحدث مع أعضاء طائفة في كنيسة محروقة خاصة بالسود. بعد ذلك ألقي القبض على الثلاثي بعد توقفٍ مروريٍ خارج فيلادلفيا، مسيسيبي، بتهمة تجاوز السرعة المحددة، حيث اقتِيدوا إلى السجن المحلي، واحتُجزوا لعدة ساعات. عندما غادر الثلاثة المدينة بسيارتهم، تبعتهم قوات الشرطة وآخرون. وقبل مغادرة مقاطعة نيشوبا، تم إيقاف السيارة واختُطف ثلاثتهم، أخذوا إلى مكان آخر، وأطلق عليهم النار من مسافة قريبة. نُقلت جثثهم بعدئذٍ إلى سدٍ ترابيٍ حيث دُفنوا.
تم التحقيق مبدئيًا في قضية  اختفاء الرجال الثلاثة على اعتبارها قضية أشخاص مفقودين. عُثر على سيارة العاملين في مجال الحقوق المدنية محروقة بالكامل بالقرب من مستنقع بعد مضي ثلاثة أيام على اختفائهم. شارك مكتب التحقيقات الفيدرالي (أف بي آي)، والسلطات المحلية وسلطات الولاية، وأربع مائة بحار من البحرية الأمريكية في إجراء بحث واسع للمنطقة. عُثر على جثث الرجال الثلاثة بعد مرور شهرين كاملين بفضل معلوماتٍ سرية. اتضح أثناء التحقيق ضلوع أعضاء الفرسان البيض المحليين المنشقين عن منظمات كو كلوكس كلان، شريف مقاطعة نيشوبا وإدارة شرطة فيلادلفيا في الحادث. أثار مقتل الناشطين غضبًا وطنيًا وتحقيقًا فيدراليًا واسع النطاق، تم إجراءه تحت اسم «مسيسيبي تحترق» (MIBURN)، الاسم الذي استُخدم لاحقًا كعنوان لفيلم مستوحى بشكل عام من هذه الأحداث تم إصداره عام 1988. وفي عام 1967، بعد أن رفضت حكومة الولاية إقامة دعوى، اتهمت الحكومة الفيدرالية الأمريكية ثمانية عشر شخصًا بتهم انتهاك الحقوق المدنية. أدين سبعة منهم وحكم عليهم بعقوبات بسيطةً نسبيًا جراء أفعالهم. ساعد الغضب الناجم عن اختفاء الناشطين في إقرار جزء من قانون الحقوق المدنية لعام 1964. 
بعد انقضاء واحد وأربعين عامًا على وقوع الجرائم، اتهمت ولاية مسيسيبي أحد الجناة، إدغار راي كيلن، بضلوعه فيها. إذ أُدين عام 2005 بثلاث جرائم قتل غير متعمد وحُكم عليه بالسجل لمدة 60 عامًا. في 20 يونيو، 2016، أعلنت السلطات الحكومية والفيدرالية عن إغلاق الجلسة رسميًا مع استبعاد إمكانية مواصلة المقاضاة. توفي كيلن في السجن في يناير 2018.

## خلفية عن الحادث
في بداية سبعينيات القرن العشرين، تحدت ولاية مسيسيبي، ومعظم جنوب الولايات المتحدة، التوجه الفيدرالي فيما يخص الدمج العنصري. أزعجت الأحكام الصادرة عن المحكمة العليا مؤخرًا مؤسسة مسيسيبي، ورد المجتمع المسيسيبي  الأبيض بعدوانٍ صريح. إذ استخدم المؤمنون بسيادة البيض بعض التكتيكات كالتفجيرات، والقتل، والتخريب، والترهيب، من أجل إحباط سكان مسيسيبي السود ومناصريهم من الولايات الغربية والشمالية. في عام 1961، تعرض ركاب الحرية، الذي تحدوا العزل العرقي في الحافلات المتنقلة بين الولايات وفي منشآت ذات صلة، للهجوم في طريقهم. وفي عام 1962، اندلعت أعمال شغب في جامعة مسيسيبي لمنع جيمس ميريديث من الالتحاق بها.
أسس صموئيل باورز من مدينة لوريل وقاد الفرسان البيض من كو كلوكس كلان، وهي جماعة منشقة عن كو كلوكس كلان مقرها مسيسيبي. ومع اقتراب صيف عام 1964، استعد سكان مسيسيبي البيض لمواجهة ما اعتبروه غزوًا من الشمال والغرب. تم تجنيد طلاب جامعيين بهدف مساعدة ناشطين محليين كانوا يجرون عملية تنظيم مجتمعي شعبية، ويعلمون الناخبين كيفية التسجيل ويجرون حملات في الولاية. أظهرت تقارير إعلامية بعض المبالغة في عدد الشباب المتوقعين. إذ نُقل عن أحد ممثلي مجلس المنظمات الموحدة قوله إن ما يقارب 30,000 شخص سيزورون مسيسيبي أثناء الصيف. تركت مثل هذه التقارير «تأثيرًا صارخًا» على سكان مسيسيبي البيض وانضم الكثيرين منهم إلى جماعة الفرسان البيض ردًا على ذلك.
في عام 1890، وضعت ولاية مسيسيبي دستورًا جديدًا، مدعومًا من قوانين إضافية، استثنت بشكل فعال معظم سكان مسيسيبي السود من التسجيل والتصويت. ولطالما كان الوضع على هذا الحال نتيجةً للمقاطعات الاقتصادية والعنف الحاصل. أراد مجلس المساواة العرقية (كور) معالجة هذه المشكلة عن طريق إنشاء مدارس الحرية وإجراء حملات التسجيل من أجل التصويت. أنشئت مدارس الحرية من أجل تعليم، وتشجيع، وتسجيل المواطنين السود المحرومين من التصويت. قرر أعضاء مؤتمر كور جيمس شاني، من مسيسيبي، ومايكل شويرنر، من مدينة نيويورك، إنشاء مدرسة حرية خاصة بالسود في مقاطعة نيشوبا في محاولة تهدف إلى تهيئتهم لاجتياز اختبارات القراءة والكتابة والاستيعاب المطلوبة من قبل الدولة.

### تسجيل آخرين من أجل التصويت
في يوم الذكرى من عام 1964، تحدث شويرنر وشاني مع أعضاء الطائفة في كنيسة ماونت ثيون ميثودست في لونغديل، مسيسيبي بخصوص إنشاء مدرسة حرية. توسل شويرنر إلى الأعضاء للتسجيل من أجل التصويت، حيث قال، «كنتم عبيدًا لفترةٍ طويلةٍ جدًا، بإمكاننا مساعدتكم إذا ساعدتم أنفسكم». علِم الفرسان البيض بحملة تصويت شويرنر في مقاطعة نيشوبا وسرعان ما وضعوا مؤامرة لعرقلة العمل ولتدمير جهودهم في النهاية. إذ أرادوا إغراء واستقطاب العامين في مجلس المساواة العرقية إلى مقاطعة نيشوبا، وشنوا بالتالي هجومًا على أعضاء الطائفة وأضمروا النيران في الكنيسة، مما أدى إلى احتراقها بالكامل.
في 21 يونيو، 1964، التقى شاني، وغودمان، وشويرنر في مقرات مجلس المنظمات الموحدة في ميريديان وذلك قبل سفرهم إلى لونغديل للتحقيق في تدمير كنيسة ماونت زيون. طلب شويرنر من مجلس المنظمات الموحدة في ميريديان البحث عنهم في حال عدم عودتهم بحلول الرابعة مساءً؛ إذ قال، «حاولوا تحديد موقعنا إن لم نعد بحلول ذلك الوقت».

## القاء القبض عليهم
بعد زيارة لونغديل، قرر الثلاثة العاملين في مجال الحقوق المدنية عدم سلوك طريق 491 للعودة إلى ميريديان. إذ كان طريق المقاطعة الضيق غير معبد؛ والبنايات المهجورة متناثرة على جانبيه. قرروا التوجه غربًا عبر الطريق الرئيسي 16 إلى مدينة فيلادلفيا، مقر مقاطعة نيشوبا، ومن ثم سلوك الطريق الرئيسي 13 المؤدي إلى الجنوب نحو ميريديان، معتقدين أنه الطريق الأسرع. كان الوقت على وشك بلوغ الساعة الثالثة مساءً، وكان يفترض بهم الوصول إلى ميريديان بحلول الرابعة عصرًا. 
كانت السيارة من نوع ستيشن واغن التابعة لمجلس كور قد عبرت للتو حدود فيلادلفيا عندما نفذت إحدى عجلاتها من الهواء، حينها شغَّل نائب الشريف سيسيل راي برايس الضوء الأحمر المثبت على لوحة القيادة وتبعهم. توقف الثلاثي بالقرب من مفرق طرق بيكن ومَين ستريت. باستخدام هوائي لاسلكي مثبت على سيارة الدورية الخاصة به، اتصل برايس بالضابطين هاري جاكسون وغز وإيرل روبرت بو من دورية طريق مسيسيبي الرئيسي. ألقي القبض على شاني لقيادته بسرعة 65 ميلًا في الساعة في منطقة لا يجوز فيها تجاوز 35 ميلاً؛ في حين احتُجز غودمان وشويرنر للتحقيق معهما. إذ تم أخذهما إلى سجن مقاطعة نيشوبا في شارع ميرتل، يقع على بعد صف من المباني عن مبنى حكومة المقاطعة.